# Vukšin Šipak
 Vukšin Šipak  falu Horvátországban Zágráb megyében. Közigazgatásilag Jasztrebarszkához tartozik.

## Fekvése
Zágrábtól 39 km-re, községközpontjától 9 km-re délnyugatra a megye déli határán fekszik. 

## Története
A település nevét még birtokként a 15. században említik először. A név eredetileg a "vlk" (farkas) főnévvel lehetett kapcsolatban, mely idővel "vuk", majd "vukšin" alakra módosult. A név eredete kapcsolatban van a már 1249-ben határleírásban "Wlconis pons" néven említett, ma "Vukšin most" néven nevezett híddal, mely Gornja Kupčina határában, Vukšin Šipaktól északra vezet át a Brebovec-patakon. 
A falunak 1857-ben 307, 1910-ben 347 lakosa volt. Egyházilag a draganići plébánia faluja. Trianon előtt Zágráb vármegye Károlyvárosi járásához tartozott. 2001-ben 387 lakosa volt. 

## Lakosság
| Lakosság változása | Lakosság változása | Lakosság változása | Lakosság változása | Lakosság változása | Lakosság változása | Lakosság változása | Lakosság változása | Lakosság változása | Lakosság változása | Lakosság változása | Lakosság változása | Lakosság változása | Lakosság változása | Lakosság változása |
| ------------------ | ------------------ | ------------------ | ------------------ | ------------------ | ------------------ | ------------------ | ------------------ | ------------------ | ------------------ | ------------------ | ------------------ | ------------------ | ------------------ | ------------------ |
| 1857               | 1869               | 1880               | 1890               | 1900               | 1910               | 1921               | 1931               | 1948               | 1953               | 1961               | 1971               | 1981               | 1991               | 2001               |
| 307                | 366                | 296                | 335                | 346                | 347                | 378                | 419                | 536                | 520                | 506                | 553                | 507                | 461                | 387                |

## Külső hivatkozások
- Jasztrebaszka város hivatalos oldala
- E. Laszowsky: Stara hrvatska Županija Podgorska, Zagreb 1899.